# 고물자리 크시
고물자리 크시는 고물자리 방향으로 지구에서 약 1,300광년 떨어져 있는 항성이다. 전통적으로 이 별을 부르는 이름으로는 아스미디스케(Asmidiske) 또는 아즈미디스케가 있다. 주의할 점은, 용골자리 요타의 고유 명칭은 '아스피디스케'로 이름이 비슷하여 혼동할 여지가 있다는 것이다.
아스미디스케는 천구상에서 5" 거리에 13등급 밝기로 빛나는 반성을 거느리고 있다. 이 반성은 실제로 두 개의 별로 이루어져 있는 분광쌍성일 가능성이 있다.